# Redigobius dewaali
Redigobius dewaali е вид лъчеперка от семейство Попчеви (Gobiidae).

## Разпространение
Видът е разпространен в Мозамбик и Южна Африка (Източен Кейп и Квазулу-Натал).